# Свети Димитър и Въздвижение на Светия кръст (Сикиес)
„Свети Димитър и Въздвижение на Светия кръст“ (на гръцки: Ι. Ν. Αγ. Δημητρίου & Υψώσεως Τιμίου Σταυρού Συκεών) е православна църква в солунското предградие Сикиес, Гърция, енорийски храм на Неаполската и Ставруполска епархия.
Църквата е разположена на улица „Агиос Димитриос“ № 28. През 1925 година заселените в района караманлии бежанци от Родохори решават да изградят църква, посветена на Свети Димитър. Едновременно с това обаче и бежанците понтийци искат изграждането на църква, посветена на Въздвижението на Светия кръст затова компромисно се решава храмът да носи двойно име. Първоначално е изграден дървен параклис с площ 60 m2, който остава в употреба до 1949 година. През 1950 година е положен основният камък на новия храм, който започва да функционира през 1955 г. Осветен е през 1962 г. от митрополит Пантелеймон Солунски. През 1975 година е изписан, в 1986 година е добавен и притвор, а в 1998 година по още един кораб на север и юг и така храмът става петкорабна базилика. Изграден е изцяло от камък и има камбанария на фасадата и вътрешен параклис „Свети Александър“.